# Bruto Caldonazzo
Bruto Caldonazzo (Valdagno, 25 giugno 1886 – Firenze, 27 gennaio 1960) è stato un matematico e fisico italiano.

## Biografia
Conseguì la laurea in matematica nel 1910 presso l'Università di Padova e quella in fisica due anni dopo. Per circa dieci anni lavorò presso il Politecnico di Milano come assistente di meccanica razionale e come incaricato. Nel 1917 ottenne la libera docenza in meccanica razionale, disciplina per la quale gli fu assegnata una cattedra vacante al politecnico di Milano fino al 1921. Qui le sue attività di ricerca furono influenzate da Umberto Cisotti. Dopo un periodo di perfezionamento a Monaco nel 1920, ottenne per concorso la cattedra di meccanica all'Università di Cagliari, ma nello stesso anno lasciò l’incarico e si trasferì all'Università di Catania. Nel 1931 fu chiamato all'Università di Firenze dove rimase fino alla fine della carriera.
Fu socio corrispondente dell'Istituto lombardo di scienze e lettere, delle Accademie Gioenia di Catania, Petrarca di Arezzo e Colombaria di Firenze. 
Morì a Firenze il 27 gennaio del 1960.

## Attività scientifica
Le sue ricerche hanno riguardato la meccanica e la fisica matematica con particolare attenzione all'idrodinamica. Esse sono documentate da circa 80 pubblicazioni. Il Caldonazzo curò l’attività didattica con la pubblicazione di esercizi di analisi matematica e di meccanica razionale e fece ricerche anche in collaborazione con il collega fiorentino Giovanni Sansone. Le sue opere furono molto apprezzate sia in Italia che all’estero.

## Fondo personale
Presso la sede di Matematica della Biblioteca di Scienze dell'Università di Firenze si conserva oltre ad articoli e monografie anche una consistente miscellanea in discreto stato di conservazione e comprendente 2.451 estratti, di cui 50 dovuti a lui, raccolti in 27 buste e catalogati su catalogo cartaceo e nel Catalogo Miscellanee online.

## Opere
Elenco di opere selezionate:
Monografie
- Lezioni Di Meccanica Razionale Redatta per Uso Degli Studenti Università Degli Studi Di Firenze. Firenze: Ed. Universitaria, 1945. Print.
- Meccanica Razionale Lezioni Redatte per Uso Degli Studenti. Firenze: Universitaria, 1947. Print
- Lezioni Di Meccanica Razionale Redatte per Uso Degli Studenti. Padova: CEDAM, 1935. Print.
- Esercizi E Complementi Di Meccanica Razionale R. Istituto Tecnico Superiore Di Milano, Anno Accademico 1921-1922. Milano: Politecnica, 1922. Print.
- Lezioni Di Meccanica Razionale R. Università Di Catania, Anno 1929-1930. Catania: Circolo Matematico Di Catania, 1930. Print.

Articoli
- Vene fluenti tra pareti interrotte, in Ann. di mat., s. 3, XXV [1916], pp. 33-98
- Confluenza di vene libere, in ibid., XXVI[1917], pp. 35-76)
- Fusione di vene libere e contrazione di vene liquide che si fondono, in Rend. d. Ist. lombardo di sc. e lettere, LI [1918], pp. 317-28, 350-59
- Vene confluenti con una regione spartiacque, in ibid., LII [1919], pp. 149-156